# Vitalius I.
Vitalius I. (auch Vitalis I.) († um 314) war Bischof von Antiochia am Orontes zu Beginn des 4. Jahrhunderts.
Über Vitalius, der die Nachfolge von Tyrannion antrat, ist wenig bekannt. Auch seine Amtszeit kann nur ungefähr datiert werden; meist werden die Jahre 308–314 genannt, daneben findet sich aber auch die Angabe 314–320. Sein Nachfolger wurde Philogenios.